# Батлер, Томас, 6-й граф Оссори

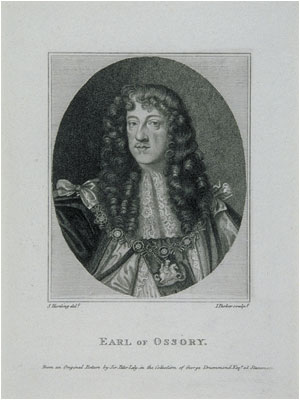
Томас Батлер, 6-й граф Оссори

Вице-адмирал Томас Батлер (англ. Thomas Butler, 6th Earl of Ossory; 8 июля 1634 — 30 июля 1680) — англо-ирландский дворянин, пэр и политик, 6-й граф Оссори (1662—1680), 1-й барон Батлер (1666—1680), лорд-депутат Ирландии (1668—1669).

## Биография
Родился 8 июля 1634 года в замке Килкенни (графство Килкенни). Второй сын Джеймса Батлера, 1-го герцога Ормонда (1610—1688), и леди Элизабет Престон (1615—1684). Его ранние годы прошли в Ирландии и Франции. Приехав в 1652 году в Лондон, он был справедливо заподозрен в симпатиях к роялистам, и в 1655 году был посажен в тюрьму по приказу Оливера Кромвеля. Через год после своего освобождения из заключения он уехал в Нидерланды, где женился на Эмилии фон Нассау. Он сопровождал короля Карла II Стюарта в Англию в 1660 году. В том же году стал членом Тайного Совета Ирландии.
В 1661—1666 годах году Томас Батлер представлял Бристоль в Английской Палате общин, а в 1661—1662 годах — Дублинский университет в Ирландской палате общин. 8 августа 1662 года он получил титул графа Оссори и стал членом Ирландской палаты лордов. Его отец, Джеймс Батлер, 1-й герцог Ормонд, носил титул «5-го графа Оссори», в качестве одного из своих дополнительных титулов.
Томас Батлер, 6-й граф Оссори, занимал должности генерал-лейтенанта войск Ирландии (1665—1680) и лорда опочивальни Карла II (1660—1680). В 1666 году для него был создан титул барона Батлера из Мур-парка (графство Хартфордшир) в системе Пэрства Англии. После своего появления в Палате лордов Англии он был заключен в тюрьму на два дня из-за оспаривания титула герцогом Бекингемом. В том же 1666 году Томас Батлер стал членом Тайного Совета Англии. С 1672 года — кавалер Ордена Подвязки.
В июне 1665 года Томас Батлер принимал участие в разгроме англичанами голландского флота в сражении при Лоусторфе. В мае 1672 года, командуя кораблем, он участвовал в морской битве с голландцами при Солебее. Он отличился в обеих битвах. Во время посещения Франции в 1672 году он отверг предложение короля Людовика XIV о поступлении на службу Франции. В августе 1673 года Томас Батлер участвовал в битве при Текселе. С 1677 по 1679 год он вместе со своим отцом являлся лордом Адмиралтейства.
Томас Батлер, граф Оссори, был близок с принцем Вильгельмом Оранским, а в 1677 году он присоединился армии союзников в Нидерландах, командовал британскими силами и заслужил большую известность при осаде Монса в 1678 году. Он выступал в качестве заместителя своего отца, 1-го герцога Ормонда, который занимал пост лорда-лейтенанта Ирландии. В 1680 году Томас Батлер был назначен губернатором английского Танжера, но смерть помешала ему приступить к своим новым обязанностям.
Одним из его самых близких друзей был английский писатель Джон Ивлин, который восхвалял его в своём дневнике.

## Брак и дети
17 ноября 1659 года в Хертогенбосе Томас Батлер женился на Эмилии фон Нассау (1635 — 12 декабря 1688), дочери Луи де Нассау, лорда де Лек и Беверверда (1605—1665) и графини Изабеллы фон Горн. У них было одиннадцать детей, в том числе:
- Джеймс Батлер, 2-й герцог Ормонд (29 апреля 1665 — 16 ноября 1745)
- Чарльз Батлер, 1-й граф Арран, де-юре 3-й герцог Ормонд (29 августа 1671 — 17 декабря 1758)
- Леди Элизабет Батлер (1660 — 5 июля 1717), жена с 10 июля 1673 года Уильяма Стэнли, 9-го графа Дерби (ок. 1655—1702)
- Леди Генриетта Батлер (ум. 11 октября 1724), жена с 12 января 1697 года Генри де Нассау и Д’Оверкерка, 1-го графа Грантема[англ.] (1673—1754).